# Elisa Arguilé
Elisa Arguilé Martínez (Zaragoza en 1972) es una ilustradora especializada en libros infantiles y juveniles. En 2007 obtuvo el Premio Nacional de ilustración por su trabajo en el libro Mi familia, con texto de Daniel Nesquens. Con este mismo libro también obtuvo el Premio Daniel Gil de Ilustración, y en 2008 fue la ganadora del Premio Junceda Iberia por las ilustraciones de Puré de guisantes, también con texto de Nesquens.

## Obra
- Y tú ¿cómo te llamas? (2002).
- Kangu va de excursión (2002).
- Hasta (casi) cien bichos (2002).
- Mitos, de Memoria del fuego (2003).
- Una nube (2005).
- ¿Dónde está Gus? (2005).
- Mi familia (2006).
- El sombrero volador (2006).
- Puré de guisantes (2007).
- Pájaros en la cabeza (2007).

## Premios
- 2002: Primer Premio en el Certamen de Álbum Ilustrado Ciudad de Alicante por Sombras de manos.
- 2006: Mención especial White Ravens por Una nube.
- 2006: Premio de Ilustración Daniel Gil de Diseño Editorial 2006 por Mi familia.
- 2006: Segundo Premio en el Certamen de Álbum Ilustrado Ciudad de Alicante por Papá tenía un sombrero.
- 2007: Premio Nacional de Ilustración. Primer Premio a las Mejores Ilustraciones de Libros Infantiles y Juveniles por Mi familia.
- 2008: Premio Junceda de Ilustración, en la categoría Junceda Ibèria, por Puré de guisantes.